# Hypargyra cribripennis
Hypargyra cribripennis là một loài bọ cánh cứng trong họ Cerambycidae.